# ニベ
ニベ（鮸、Nibea mitsukurii）はスズキ目スズキ亜目ニベ科に属する魚である。東北沖以南や東シナ海に生息。近海の泥底に棲む。体色は灰色で、全長約80センチメートルに達する。幅広く調理できる白身魚でもある。
ホンニベ、ハラカ（腹赤、鰚）とも呼ばれる。シログチとともに関東では「イシモチ」、関西では「グチ」と呼ばれ混同されることがあるが、別属の魚である。外見上では、鰓蓋上部の黒色斑の有無（ニベにはない） や体側の小黒色斑点列の有無（ニベにはある）で区別が可能である。「イシモチ」という通称はその耳石の大きさに、「グチ」という通称はその「ぐうぐう」という鳴き声に由来する。

## 膠
この魚の鰾（うきぶくろ）を煮詰めて作る膠（にかわ、英: Animal glue）はきわめて粘着力が強い。この膠自体も「鰾膠」（にべ）と称する。特に江戸時代には高級な膠の原料になった。
ここから転じて皮革業界ではフレッシングという工程で除去される動物の皮に付着した脂や結締組織などを「ニベ」と称しており膠やゼラチンの原料になっている。
また、そのべたべたした性質から愛想や世辞を表す言葉にも転じ、無愛想な様子を表す「にべもない」という慣用句の「ニベ」も、この「鰾膠」のことである。

## ニベ科
- オオニベ
- シログチ
- キグチ
- クログチ
- コイチ